# Liste des épisodes de Saint Seiya: The Lost Canvas
Cet article présente la liste des épisodes de la série d'animation japonaise Saint Seiya: The Lost Canvas, série dérivée et inspirée du manga (l'œuvre originale) Saint Seiya.

## Généralités
La série se compose de 2 saisons de 13 épisodes (26 épisodes).
La dernière saison est actuellement annulée par la production TMS Entertainment lors d’une conférence au "Japan Weekend" de Barcelone au 1er trimestre 2012.
Ces épisodes groupés par saisons ont été mis directement en vente en DVD, au Japon.
En France, la première saison a été diffusée du 22 décembre 2010 au 16 mars 2011 sur Mangas.

## Liste des épisodes

### Première saison
Tous les deux mois, deux épisodes (ou OAV) ont été mis en vente au Japon.
| No | Titre français               | Titre japonais | Titre japonais  | Date de 1re diffusion |
| No | Titre français               | Kanji          | Rōmaji          | Date de 1re diffusion |
| --- | ---------------------------- | -------------- | --------------- | --------------------- |
| 1 | La Promesse                  | 約束           | Yakusoku        | 24 juin 2009          |
| Il y a 200 ans, la Guerre Sainte éclate entre Hadès, dieu des Enfers et Athéna, déesse de la Guerre. L’amitié liant Tenma et Alone éclate lorsque Pandore vient annoncer à ce dernier qu'il a été choisi pour être le réceptacle de l’âme d'Hadès.                                                              |                              |                |                 |                       |
| 2 | L’Éveil d’Hadès              | ハ－デス覚醒   | Hades kakusei   | 24 juin 2009          |
| Au Sanctuaire, domaine d’Athéna, les 12 chevaliers d’Or, les plus puissants de la garde de la déesse, se réunissent pour faire face à l’armée d’Hadès. Tenma se démène pour devenir le chevalier Pégase, puis il découvre que Sasha, une amie d’enfance et sœur d’Alone, est devenue la réincarnation d’Athéna. |                              |                |                 |                       |
| 3 | La Guerre Sainte commence    | 聖戦始動       | Sensen shidō    | 21 août 2009          |
| Tenma découvre avec dépit que son ami Alone est Hadès en personne. Ce dernier élimine le chevalier Pégase. |                              |                |                 |                       |
| 4 | Le Bracelet des prières      | 祈りの花輪     | Inori no hanawa | 21 août 2009          |
| Tenma aurait survécu grâce à un cadeau d’Athéna. Yato et Yuzuriha sont chargés de le ramener dans le monde des vivants. Le spectre Minos est sur le point d’attaquer le Sanctuaire ! |                              |                |                 |                       |
| 5 | La Rose empoisonnée          | 毒薔薇         | Doku bara       | 21 octobre 2009       |
| Albafica, chevalier d’Or des Poissons, répond présent pour riposter à l’assaut mené par Minos. |                              |                |                 |                       |
| 6 | Le Cortège funèbre de fleurs | 花葬列         | Hana sōretsu    | 21 octobre 2009       |
| Quelle sera l’issue du combat dantesque opposant Minos et Albafica ? |                              |                |                 |                       |
| 7 | Les Fruits du Magnolier      | 木欒子の実     | Mokurenji no mi | 23 décembre 2009      |
| Tenma rencontre Alone aux enfers, puis Asmita, le chevalier d’or de la Vierge. |                              |                |                 |                       |
| 8 | Un jour de brise agréable    | 良き風の日     | Yoki kaze no hi | 23 décembre 2009      |
| Tenma retourne dans le monde des vivants pour fabriquer le collier qui empêchera la résurrection des Spectres. |                              |                |                 |                       |
| 9 | L’Étoile géante              | 巨星           | Kyosei          | 24 février 2010       |
| Le début du combat d’Aldébaran, chevalier d’or du Taureau, et Kagaho, le spectre du Bénou, de l’étoile céleste de la colère. |                              |                |                 |                       |
| 10 | L’Arrivée                    | 降臨           | Kōrin           | 24 février 2010       |
| Alors que la fin du combat d’Aldébaran et Kagaho est proche, l'apparition de Sisyphe, le chevalier d’or du Sagittaire, et l'arrivée d’Hadès au sanctuaire complique la situation. |                              |                |                 |                       |
| 11 | Hors d’atteinte              | もう届かない   | Mō todokanai    | 21 avril 2010         |
| Hadès et Athéna discutent de leur passé, Pandore intervient, Hadès annonce que la fin du monde aura lieu lorsque le Lost Canvas aura recouvert le ciel, Sisyphe tente de neutraliser Hadès avec l'aide du Grand Pope mais sa flèche se retourne contre lui, Hadès quitte le sanctuaire.                         |                              |                |                 |                       |
| 12 | Un sacrifice insupportable   | 絶えない犠牲   | Taenai gisei    | 21 avril 2010         |
| Tenma s'entraîne avec Aldébaran, Pandore convoque des assassins afin d'éliminer Tenma. Aldébaran se bat contre eux. Réussira-t-il à sauver Tenma ? |                              |                |                 |                       |
| 13 | Le Départ                    | 旅立ち         | Tabidachi       | 21 avril 2010         |
| Tenma souhaite quitter le sanctuaire afin de livrer la Guerre Sainte seul, mais est rattrapé par Manigoldo, chevalier d'or du Cancer qui le jette en prison, d'où il sera libéré par Yato et Yuzuriha. Ils quittent ensemble le sanctuaire.                                                                     |                              |                |                 |                       |

Note : Par « Date de 1re diffusion », c'est la date de mise en vente en DVD et Disque Blu-ray qui est inscrite. Celle-ci est par conséquent la date de sortie officielle au Japon, la production ayant décidé de ne pas diffuser les épisodes à la télévision.
Bande dessinée
1-Les huit prisons
2-Un fleuve des morts
3-Un tribunal des jugements de Rune du Balrog
4-La harpe maudite
5-Brule mon cosmos jusqu'à son paroxysme
6-Le châtiment divin Le Lost Canvas
7-Un renfort de Shiōn et Dohkô
8-Le mur d'Elysion
9-Shion et Dohko sont tombés dans un monde de couteau
10-Le corps noire
11-Reussite

### Deuxième saison
Tous les mois, deux épisodes (ou OAV) ont été mis en vente au Japon.
En France, la deuxième saison est diffusée depuis le 26 septembre 2012 sur Mangas.
Attention, les titres français présentés de la deuxième saison ne sont qu'une simple traduction des titres japonais.
| No | Titre français                     | Titre japonais       | Titre japonais            | Date de 1re diffusion |
| No | Titre français                     | Kanji                | Rōmaji                    | Date de 1re diffusion |
| -- | ---------------------------------- | -------------------- | ------------------------- | --------------------- |
| 14 | La forêt de la mort                | 死の森               | Shi no mori               | 23 février 2011       |
| 15 | Si je pouvais retourner en arrière | もしあの日に帰れたら | Moshi ano hi ni kaeretara | 23 février 2011       |
| 16 | Dieux et pions                     | 神と駒               | Kami to koma              | 18 mars 2011          |
| 17 | Détritus                           | 塵芥                 | Chiriakuta                | 18 mars 2011          |
| 18 | Je veux juste vivre                | ただ生きてほしい     | Tada ikite hoshii         | 20 avril 2011         |
| 19 | L'épée de la solitude              | 孤高の剣             | Kokō no ken               | 20 avril 2011         |
| 20 | La prison des rêves                | 夢の牢獄             | Yume no rōgoku            | 18 mai 2011           |
| 21 | Au-delà du rêve                    | 夢の先に             | Yume no saki ni           | 18 mai 2011           |
| 22 | La voie du devoir                  | 大義の道             | Taigi no michi            | 22 juin 2011          |
| 23 | L'épée sacrée                      | 聖剣                 | Seiken                    | 22 juin 2011          |
| 24 | Le temps des batailles sanglantes  | 血戦の時             | Kessen no toki            | 20 juillet 2011       |
| 25 | Maints flocons d'étoiles           | 幾星霜               | Ikuseisō                  | 20 juillet 2011       |
| 26 | Sois toi-même                      | お前らしくあれ       | Omae rashiku are          | 20 juillet 2011       |

Note : Comme la première saison, les dates correspondent à la mise en vente en DVD et Disque Blu-ray au Japon, la production n'ayant toujours pas décidé de les diffuser à la télévision.